# Pieve di Bono
Pieve di Bono var en kommunen i provinsen Trento i regionen Trentino-Sydtyrolen i Italien. Huvudort var Creto.
Pieve di Bono upphörde som kommun den 1 januari 2016 och bildade med den tidigare kommunen Prezzo den nya kommunen Pieve di Bono-Prezzo. Den tidigare kommunen hade 1 285 invånare (2015).